# Bajonetten 9

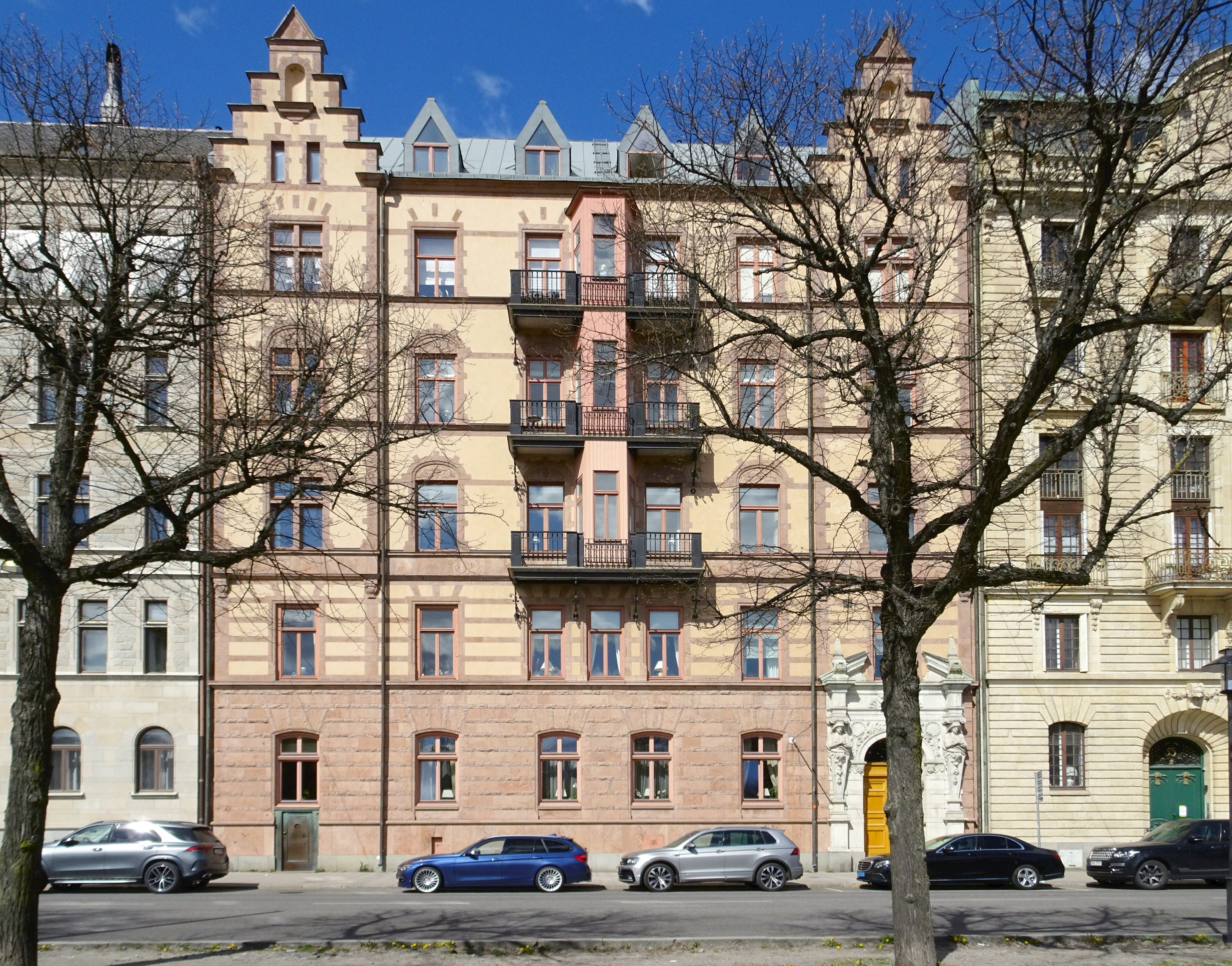
Bajonetten 9, Strandvägen 53, maj 2022.

Bajonetten 9 är en kulturhistoriskt värdefull fastighet i kvarteret Bajonetten vid Strandvägen 53 på Östermalm i Stockholm. Byggnaden uppfördes 1895–1896 efter ritningar av arkitekt Sam Kjellberg och är grönmärkt av Stadsmuseet i Stockholm vilket betyder "särskilt värdefull från historisk, kulturhistorisk, miljömässig eller konstnärlig synpunkt".

## Bakgrund
Kvarteret Bajonetten bildades på 1880-talet i ett område där tidigare Fredrikshov slotts park och trädgård låg som sträckte sig ner till Ladugårdslandsviken. Under 1890-talets första hälft förvärvade grosshandlaren Isaak Hirsch detta område från Kronan. En första stadsplan för Bajonetten fastställdes redan 1861, följd av ändrade stadsplaner 1885 och 1911 samt planen från 1940 som fortfarande gäller. I kvarteret lät han bebygga hela sydvästra hörnet (fastigheterna nr 1, 2, 9 och 11). Hirsch bosatte sig själv i det praktfulla hörnhuset, Bajonetten 1 och bodde där till sin död 1917.

## Byggnadsbeskrivning

### Exteriör

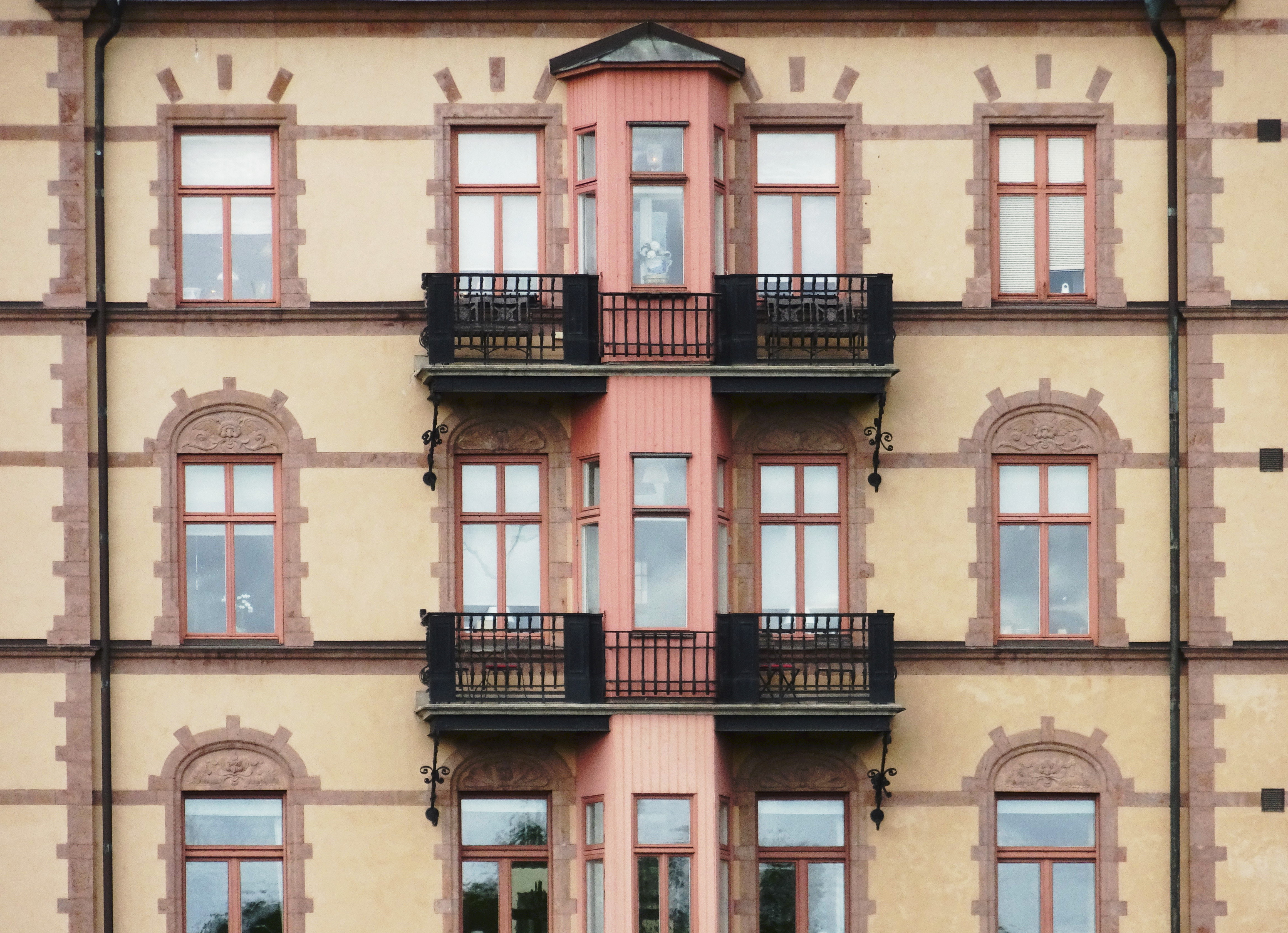
Burspråket.

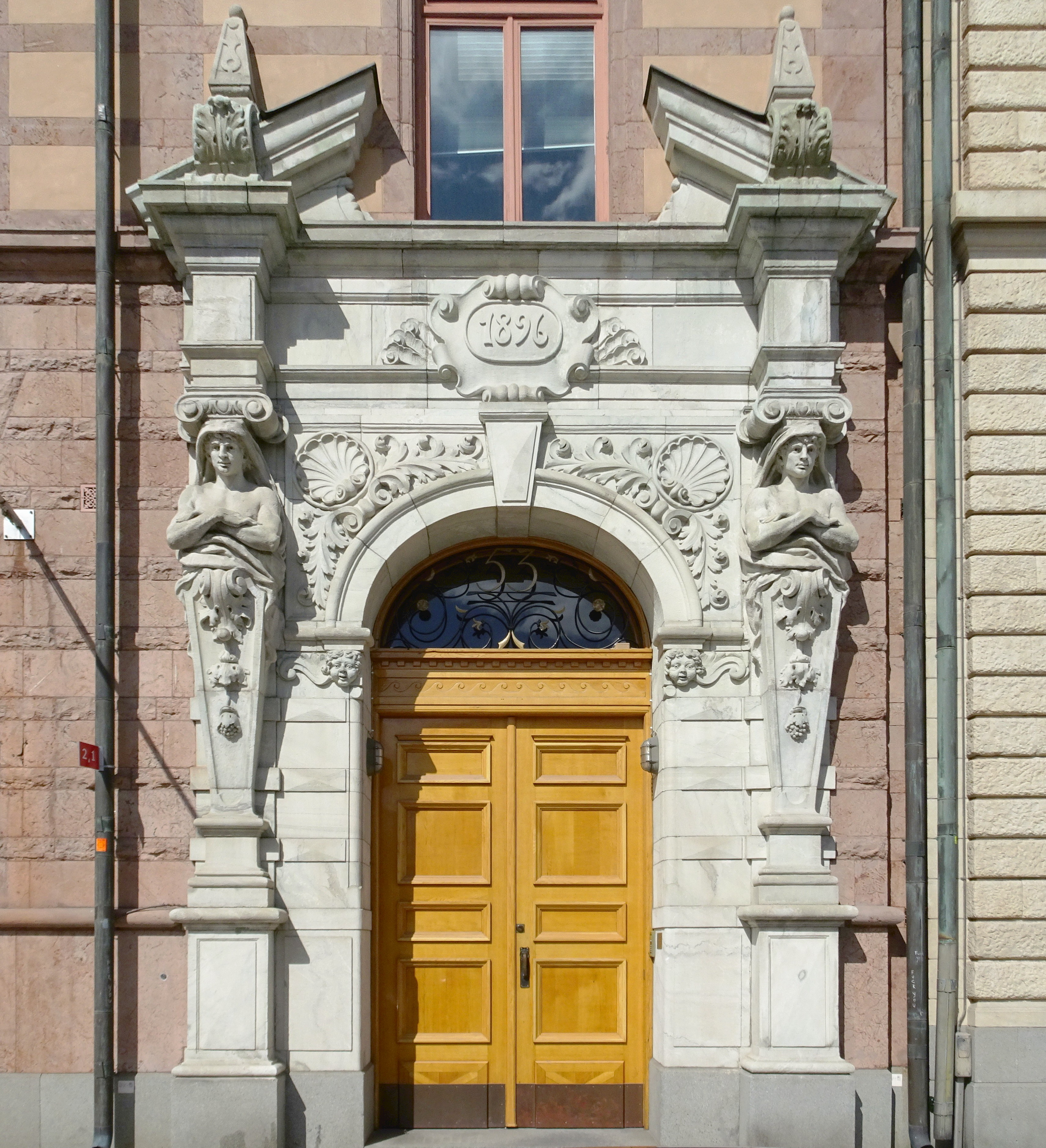
Portalen.

För nybygget i Bajonetten 9 anlitade Hirsch arkitekt Sam Kjellberg, som även gestaltade grannhusen nr 1 och 11 (Strandvägen 49 och 51) samt nr 2 (Narvavägen 4). Byggmästare var Oscar Herrström som tidigare byggt Sergeanten 7 (Strandvägen 39) för Hirsch och nu även husen i Bajonetten 1, 9 och 11. Byggnaden uppfördes i fem våningar samt källare. Grunden består av gammal sjöbotten efter Ladugårdslandsviken och krävde markförstärkning genom omfattande pålning.
Gatufasaden gestaltades av Kjellberg livfullt expressiv. Den kläddes i höjd med bottenvåningen helt i röd orsasandsten, däröver användes gul slätputs med fasaddetaljer av röd sandsten som dekorationer kring fönster, för hörnkedjor och listverk. Fasaden domineras av två höga frontoner i form av trappstegsgavlar som reser sig i anslutning till grannfastigheterna. Av tillgängligt ritningsunderlag (fasadritning från juli 1895 respektive oktober 1895) framgår att det ursprungligen fanns ett förslag med en något enklare fasadgestaltning utan frontoner och trappstegsgavlar. 
Iögonfallande är även ett arrangemang på våning 3–5 som består av ett smalt burspråk i målat trä med ett lågt räcke framför samt en kort balkong på vardera sida. Det rör sig om ett senare påfund tillkommet först 1928 och ritat av arkitekt Joel Norborg. Innan förändringen fanns här en lång hophängande balkong med ett räcke i smide.
Husets huvudentré placerades osymmetriskt närmast grannen i öster. Portalomfattningen är, liksom nästan samtliga entréer längs Strandvägen, rikt dekorerad och huggen i ljus sandsten. Två atlanter flankerar portöppningen, valvets spandrillar dekorerades med blad- och snäckmotiv och i kartuschen däröver syns årtalet för husets färdigställande ”1896”. Innanför ligger vitt marmorgolv i två nivåer. Väggarna är fältindelade och marmorerade i stucco lustro med krönande akantusblad.

### Interiör
Lägenhetsfördelningen var en enda stor bostad om nio rum och kök per plan, på bottenvåningen ett rum mindre. Kökstrakten med två rum för tjänstefolk nåddes via en separat kökstrappa från innergården. Lägenhetens paradrum placerades mot gatan. Balkongrummet (senare burspråksrummet) kunde via skjutdörrar slås samman med matsalen med fönster mot gården. Det fanns badrum och avträde inom lägenheten, 1910 ersatt av WC. 1925 installerades centralvärme med pannrum och kolrum i källaren och 1986 inreddes vinden med två lägenheter. 
Av Stockholms stadsmuseum på 1970-talet besökta lägenheter hade välbevarade snickerier som exempelvis helfranska dörrar, bröst- och smygpaneler, skjutdörrar samt dekorerade stucktak av olika slag. Många rum hade parkett i fiskbensmönster och öppna spisar av natursten. I lägenheternas serveringsrum kvarstod snickeriinredning från byggnadstiden.

## Ägare
Isaak Hirsch sålde redan 1899 Bajonetten 9 till grosshandlaren Carl Bengtson som tillhörde en av husets första hyresgäster. Bengtson var chef för Saltsjökvarn och begick 1902 självmord på grund av ekonomiska svårigheter, varpå fastigheten 1903 övergick till nya ägare. Idag innehas fastigheten med 12 lägenheter av bostadsrättsföreningen Bajonetten 6 som registrerades 1984.

## Originalritningar

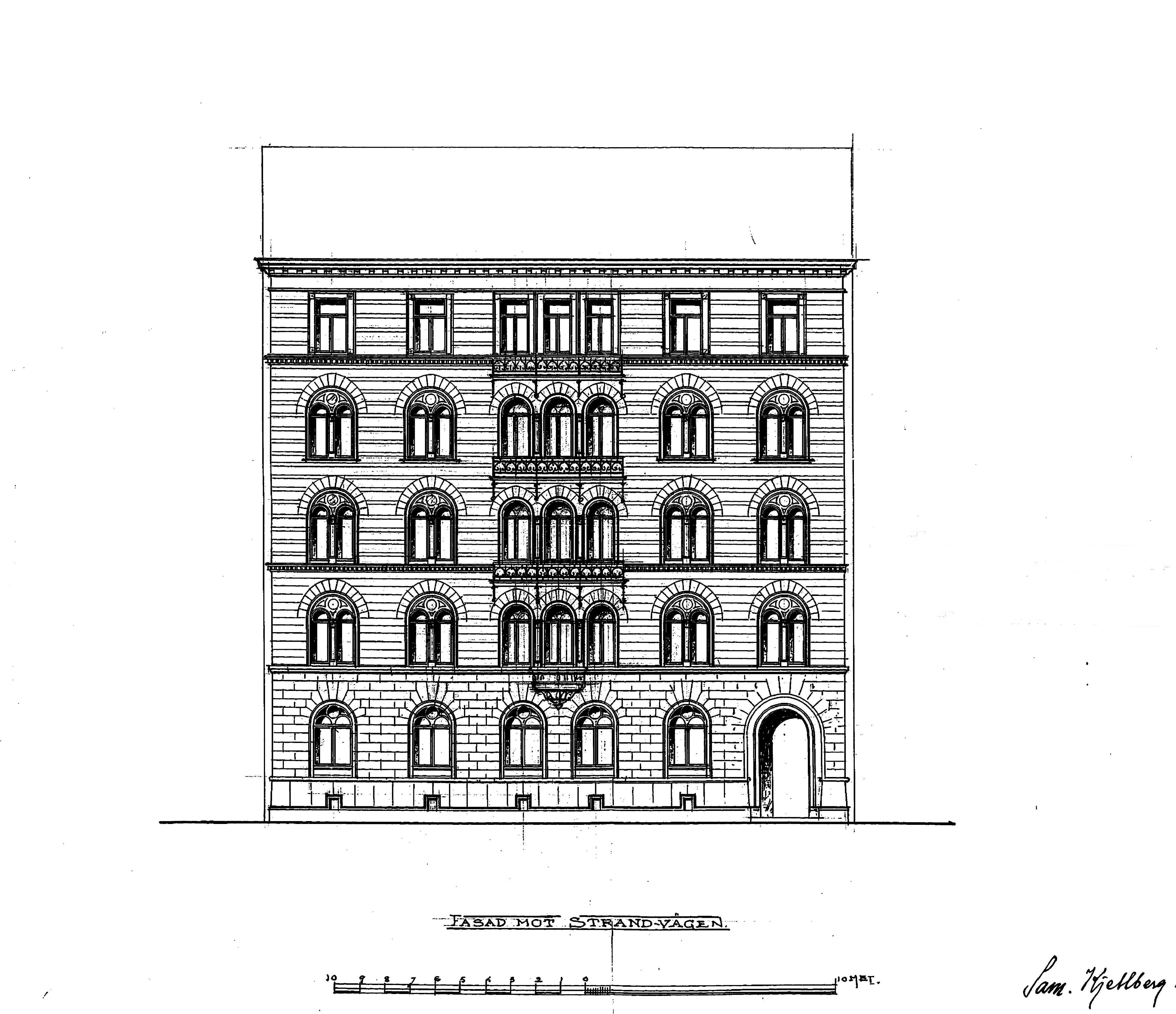
Fasadalternativ från juli 1895 (ej utfört).
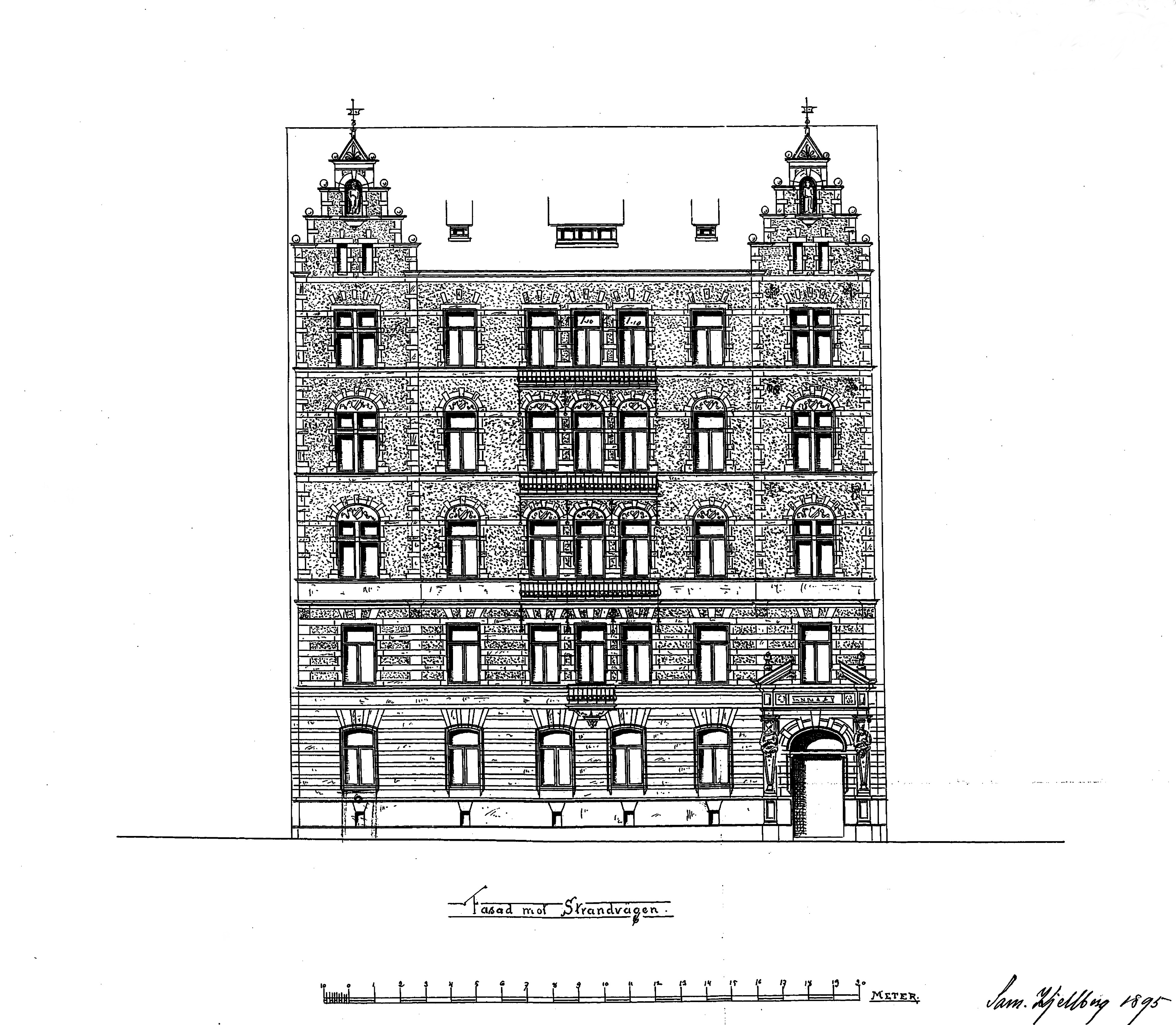
Fasadalternativ från oktober 1895.
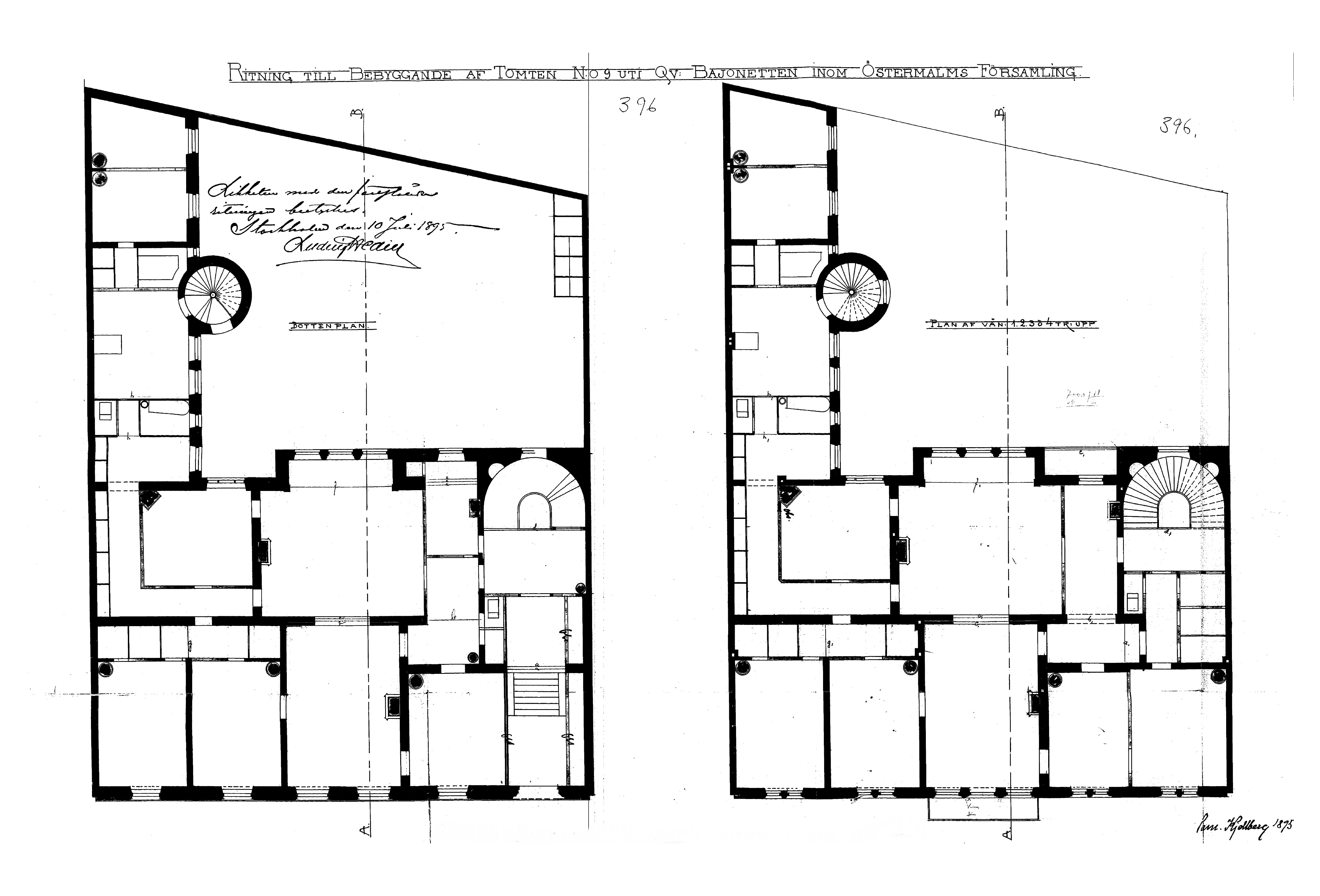
Planer.
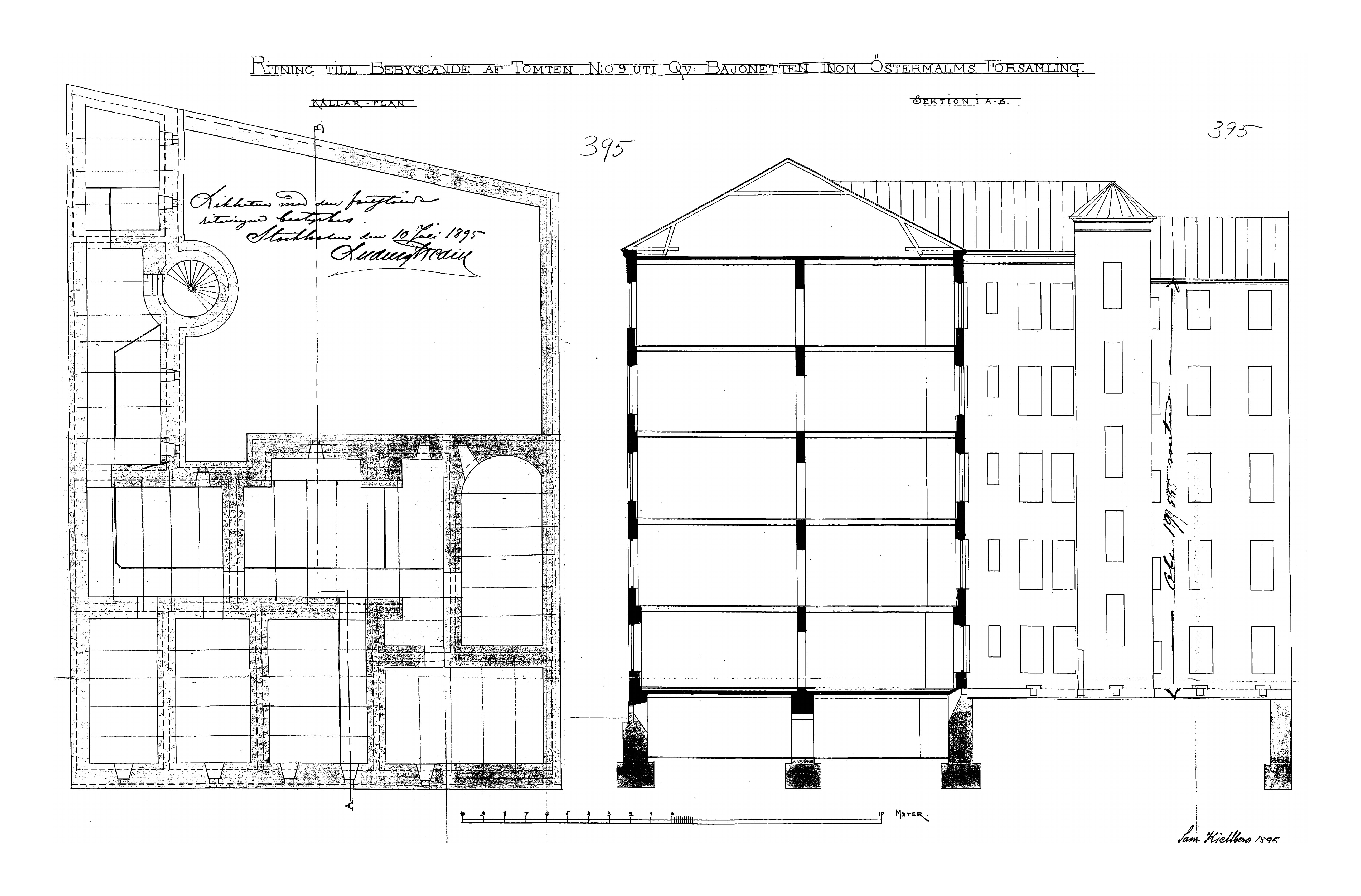
Källare och sektion.

### Noter

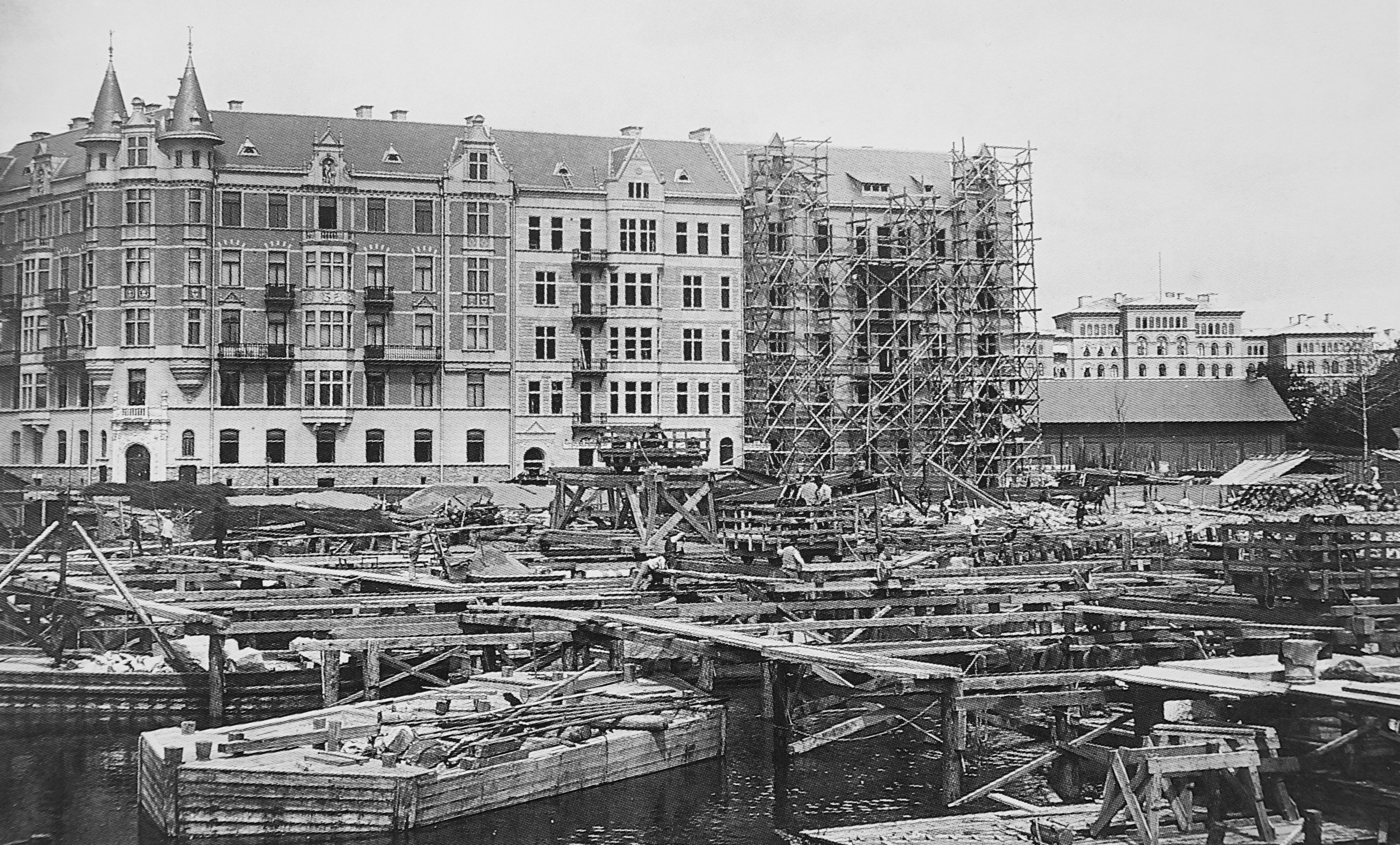
Kvarteret Bajonetten under uppförande 1896, Bajonetten 1 och 11 är färdiga, Bajonetten 9 har fasadställningar. Bajonetten 6 (von Rosenska palatset) är inte påbörjat. Byggarbeten med Djurgårdsbron pågår i förgrunden.